# Nick e la renna che non sapeva volare
Nick e la renna che non sapeva volare (Snow) è un film per la televisione del 2004, diretto da Alex Zamm ed interpretato da Thomas Cavanagh ed Ashley Williams. Il film TV ha avuto un sequel nel 2008, intitolato Nick e l'amnesia di Natale.

## Trama
Pochi giorni prima di Natale un bracconiere si reca al polo nord per rapire una renna da portare ad uno zoo negli Stati Uniti d'America. Questa è una delle otto renne di Babbo Natale ed è l'unica che non sa volare, ma al tempo stesso è indispensabile per consentire alla slitta di decollare. Nick, figlio di Babbo Natale che ormai ha ereditato l'attività di famiglia, va nello zoo per riprendersi la propria renna e permettere alla slitta di portare i regali di Natale nel mondo. Allo zoo Nick incontra però la dolce Sandy...